# Kiwalik (rzeka)
Kiwalik River – rzeka w stanie Alaska o długości 93,3 km; uchodzi do zatoki Kotzebue Sound.